# 日本地球惑星科学連合
日本地球惑星科学連合（にほんちきゅうわくせいかがくれんごう、英語: Japan Geoscience Union、略称：JpGU）とは、日本国内に所在する地球科学及び惑星科学領域の学術関連団体が組織する学術団体の連合組織のこと。事務局は東京都文京区弥生に所在し、各加盟団体の委員によって組織される。

## 概要
日本国内に本部や事務局を所在する、地球科学及び惑星科学領域の学術研究団体が組織する団体の連合。同じような学術連合団体としては、アジア・オセアニア地区の地球科学及び惑星科学領域学術研究団体が組織するAOGSや、ヨーロッパ地区の地球科学及び惑星科学領域学術研究団体が組織するEGUがある。本学術組織は、地球科学及び惑星科学領域の研究分野において、AOGS及びEGUとの間で相互協定を締結し、相互発展を目指した活動を推進することになった。

## 沿革
- 2004年 - 代表推薦を求められた各地球科学及び惑星科学領域の学術組織において、日本学術会議改革を前にして、地学研究関連団体の関係者が集まり、連合組織設立に向けたワーキンググループを組織
- 2005年 - 加盟各団体の総意によって、日本地球惑星科学連合の設立を承認。

## 目的
地学領域の学術研究団体における日本代表として、国際連携や情報発信、各学術団体における横連携の研究発表などの活動を通じて、加盟各団体の相互発展を目的とする（定款第3条）。
上記の目的を達成するために、次の事業を行う。
1. 地学領域コミュニティーにおける研究課題への対応を目的とした、国及び社会一般からの要請への対応
2. 地学領域コミュニティー内での意見集約、対外的情報発信、教育及びアウトリーチ
3. 地学領域に関わる国際学術連携、国際学関連協会との連携及び国際プロジェクト対応
4. 地学領域に関する年次研究集会の開催、国際会議の企画・開催
5. 地学領域全般に関する、諸課題の検討、提言
6. 加盟各団体の相互発展を目的とした諸活動

## データ

### 2006年年次大会より
- 登録参加者数：3997名
- 発表論文数：2725件
- 参加学会数44（内、協賛4学会）
- 後援団体数48

## 刊行物
- 日本地球惑星科学連合ニュースレター誌（季節刊）
- 日本地球惑星科学連合ニュースを随時発行（登録制）

## 加盟学会
- 日本宇宙生物科学会
- 日本応用地質学会
- 日本海洋学会
- 日本火山学会
- 形の科学会
- 日本活断層学会
- 日本気象学会
- 日本鉱物科学会
- 日本国際地図学会
- 日本古生物学会
- 日本沙漠学会
- 資源地質学会
- 日本地震学会
- 日本写真測量学会
- 日本情報地質学会
- 人文地理学会
- 日本水文科学会
- 水文・水資源学会
- 生態工学会
- 生命の起原及び進化学会
- 石油技術協会
- 日本雪氷学会
- 日本測地学会
- 大気化学研究会
- 地学団体研究会
- 日本堆積学会
- 日本第四紀学会
- 日本地学教育学会
- 日本地下水学会
- 日本地球化学会
- 地球電磁気・地球惑星圏学会
- 日本地形学連合
- 日本地質学会
- 日本地熱学会
- 地理科学学会
- 日本地理学会
- 日本地理教育学会
- 地理教育研究会
- 地理情報システム学会
- 東京地学協会
- 東北地理学会
- 日本粘土学会
- 日本農業気象学会
- 物理探査学会
- 日本陸水学会
- 陸水物理研究会
- 日本リモートセンシング学会
- 日本惑星科学会